# Holochlora marginata
Holochlora marginata är en insektsart som beskrevs av Brunner von Wattenwyl 1891. Holochlora marginata ingår i släktet Holochlora och familjen vårtbitare. Inga underarter finns listade i Catalogue of Life.